# Flughafen Lan Yu

i7
i11
i13
| Jahr | Flugbe- wegungen | Passagiere | Fracht (in t) |
| ---- | ---------------- | ---------- | ------------- |
| 1991 | 5.032            | 48.720     | 173,8         |
| 1996 | 6.290            | 63.143     | 195,0         |
| 2001 | 3.672            | 51.768     | 75,9          |
| 2005 | 3.336            | 47.513     | 82,3          |
| 2006 | 3.664            | 53.540     | 76,8          |
| 2007 | 3.570            | 52.955     | 78,8          |
| 2008 | 3.316            | 49.522     | 71,3          |
| 2009 | 3.988            | 60.149     | 81,6          |
| 2010 | 4.386            | 68.562     | 78,4          |
| 2011 | 4.538            | 73.002     | 82,7          |
| 2012 | 4.700            | 75.006     | 87,9          |
| 2013 | 4.472            | 74.786     | 75,6          |
| 2014 | 4.400            | 71.538     | 69,3          |
| 2015 | 3.210            | 50.827     | 58,5          |
| 2016 | 2.966            | 47.406     | 52,6          |

Der Flughafen Lan Yu (chinesisch 蘭嶼機場, Pinyin Lányǔ Jīchǎng, IATA-Code: KYD, ICAO-Code: RCLY) ist ein kleiner Flughafen auf der „Orchideeninsel“ Lan Yu, die zum Landkreis Taitung der Republik China (Taiwan) gehört.

## Geschichte
Nach der Etablierung der Republik China auf Taiwan befand sich die gesamte Insel Lan Yu zunächst unter Militärverwaltung. Im Jahr 1964 wurde ein kleiner Flughafen erbaut. Der Flughafen wurde im Jahr 1977 an die Zentrale Flughafenbehörde (CAA) Taiwans übergeben. Bis 1982 erfolgte ein Ausbau und ab 1984 stand der Flughafen unter der Aufsicht des Landkreises Taitung. Seit 1990 wird der Flughafen wieder von der CAA betrieben.
Der Flughafen verfügt über eine Start- und Landebahn mit den Abmessungen 1132 × 24 Meter. Das Vorfeld umfasst 6875 m² und die Wartehalle 1042 m².

## Flugziele und -linien
Einziges Flugziel ist der etwa 92 Kilometer entfernte Flughafen Taitung. Durch Daily Air werden etwa drei bis sechs Flüge täglich angeboten.

## Unfälle
Im Umfeld des Flughafens ereigneten sich bisher drei Flugunfälle, bei denen Todesopfer zu beklagen waren:
- Am 28. September 1983 verlor der Pilot einer aus Taitung kommenden Britten-Norman BN-2A-26 Islander der Taiwan Airlines (B-11109) im Endanflug auf Lan Yu unter widrigen Wetterbedingungen die Kontrolle über die Maschine, die daraufhin vor der Küste von Lan Yu ins Meer stürzte. Dabei kamen alle zehn Insassen ums Leben.[4]
- Am 10. April 1992 verloren die Piloten einer Britten-Norman BN-2A-26 Islander der Taiwan Airlines (B-11116) nach einem Triebwerksausfall im Anfangssteigflug zum Flug nach Taitung die Kontrolle über ihre Maschine, die kurz darauf nahe der Insel ins Meer stürzte. Dabei kamen sieben der zehn Insassen ums Leben.[5]
- Beim Flugunfall der Formosa Airlines vor Lan Yu am 28. Februar 1993 flogen die Piloten einer aus Taipeh kommenden Dornier 228 der Formosa Airlines (B-12238) ihre Maschine im Endanflug auf Lan Yu unter widrigen Wetterbedingungen (Starkregen) vor Erreichen der Landebahn gegen die Meeresoberfläche. Dabei kamen alle sechs Insassen ums Leben.[6]

Ein konstantes Problem sind relativ starke Seitenwinde auf dem direkt in Küstennähe gelegenen Flughafen.